# Passeig del Parc
El Passeig del Parc és un carrer de la ciutat de la Seu d'Urgell, que té inici a l'entrada de la ciutat, rotonda de la N-260 (Benzinera Repsol) i acaba al carrer de la Canal Baridana a la vora de l'Institut Joan Brudieu. Aquest carrer travessa a l'oest (davant l'Horta del Valira) de nord a sud la ciutat.
En aquest carrer és troben les seus de RàdioSeu i de Ràdio Principat.
L'any 2006 l'Ajuntament de la Seu d'Urgell aprovà la urbanització del contorn de la ciutat. Aquest urbanització va ésser dissenyada per fer una anella al límit de la ciutat; en forma de passeig ampli i segur. Aquesta uneix els parcs Olímpic del Segre, obert el 1992, el del Valira i el del Mesclant de les Aigües, on s'uneixen els rius Valira i Segre. El primer tram, uneix el Parc Olímpic del Segre amb el Camí Ral de la Cerdanya amb un quilòmetre de longitud.
La construcció d'aquesta avinguda va definir la ciutat actual, ja que arran d'aquesta es va fer l'Horta del Valira. Aquest primer tram va suposar el principi d'un cinturó de set quilòmetres, que separa l'àrea central de la ciutat i la uneix a través d'un sistema de parcs fluvials interconnectats, com són el parc del Segre, el parc del Valira i el parc del Mesclant de les Aigües amb els nuclis que estan situats per sobre de la carretera (N-260) cap a la Cerdanya, Puigcerdà i amb Castellciutat i Lleida.
El cost de la construcció va ésser de 573.568 euros finançat pel pla d'obres i serveis (250.000 euros), els fons Feder (161.000), i la resta (162.000) es va finançar mitjançant fons municipals.
A més a més el projecte també va suposar l'ampliació de les voreres del marge del riu Segre; unint el parc del Segre i el Camí Ral de Cerdanya a prop del parc de bombers (Circumval·lació).

## Plaça del Mossèn Pere Pujol
A la cruïlla entre aquest carrer i el carrer de Sant Ermengol es troba la plaça del Mossèn Pere Pujol en forma de rotonda. Es va conformar com a rotonda de vianants, és a dir, al centre hi ha una petita illa amb bancs.
Cal destacar-ne les obres de pavimentació i condicionament que l'any 2017 va fer l'Ajuntament de la vida en aquest punt.